# استانکو گولدسکو
استانکو گولدسکو (تریسته، 1908). — فایت ویل، کارولینای شمالی، 1990) یک مورخ کروات-آمریکایی است.

## زندگی‌نامه
او در سال ۱۹۰۸ در تریست به دنیا آمد. او در زاگرب و مادرید تاریخ آموخت. تحصیلات خود را پس از جنگ جهانی دوم به پایان رساند. دکترای خود را در آمریکا دریافت کرد. او به تاریخ اروپای مرکزی و شرقی پرداخت. در چندین دانشگاه تدریس کرد. نویسنده مقالات علمی و تخصصی متعدد. حامی نظریه ایرانی در مورد منشأ کروات‌ها. او به همراه گروهی از نویسندگان کروات کتابی دربارهٔ فاجعه بلیبورگ به نام عملیات سلاخ خانه نوشت، که در آن تعداد شهروندان کرواسی کشته شده در پایان جنگ جهانی دوم را ۶۰۰۰۰۰ نفر تخمین زد. پیشگفتار این کتاب توسط ژنرال آمریکایی چارلز ای. ویلوبی نوشته شده‌است که کار کمیته تحقیقات بلیب را از ابتدای سال ۱۹۶۰ دنبال می‌کرد. تراژدی در شیکاگو اوج طنین علمی آن کتاب سمپوزیوم تراژدی بلیبورگ بود که در اوایل ژوئن ۱۹۶۳ در کلیولند برگزار شد و در آن چهار استاد آمریکایی (گولدسکو، اوکانر (کمیسیون سابق مهاجرت در دولت پرزیدنت ترومن و او دانشیار)، مک آدامز و اسکرتیچ) و پنج استاد متولد کرواسی (بومبلس، دوراکوویچ، امرچانین، پرپیچ و پرچلا). قطعنامه در ویرایش جدید آن کتاب منتشر شده‌است و واکنش‌های وزارت امور خارجه به آن کتاب در ادامه آمده‌است.

## آثار
کارهای مهم‌تر:
- ژنرال رافائل ماروتو و جنگ کارلیست ۱۸۳۳–۴۰، ۱۹۵۳.
- عملیات کشتارگاه: - روایت‌های شاهدان عینی از کشتارهای پس از جنگ در یوگسلاوی (ویرایش، ویرایش و نویسنده جان پرچلا)، فیلادلفیا، ۱۹۷۰. (ویرایش دوم ۱۹۹۵)) شابک ‎۹۷۸–۰۸۰۵۹۳۷۳۷۴ شابک ‎۰۸۰۵۹۳۷۳۷۴
- تاریخ کرواسی قرون وسطی، ۱۹۶۴.
- پادشاهی کرواسی-اسلاونی، ۱۵۲۶–۱۷۹۲ (مطالعاتی در تاریخ اروپا، شماره ۲۱)، لاهه، 1970.[۷]

همکار در پروژه دایره المعارفی کرواسی: سرزمین، مردم، فرهنگ. مروری بر تاریخ کرواسی توسط گولدسکو در کتاب هولوکاست کرواسی گنجانده شد.